# Марсія Кіт
Марсія Анна Кіт (англ. Marcia Keith, 10 вересня 1859–1950) — американська вчена-фізик, викладачка фізики для жінок, член Американського фізичного товариства від дня його заснування.

## Життєпис
Марсія Кіт народилася 10 вересня 1859 року. у Броктоні (Массачусетс). Її батьками були Арзано і Мері Енн Кіт.
Марсія вчилася в коледжі Маунт Голіок, 1892 року здобувши ступінь бакалавра. Протягом 1887—1889 років навчалася у Вустерському політехнічному інституті, у 1887—1888 — в Берлінському університеті. Влітку 1901 року Кіт відвідувала Чиказький університет.
Від 1876 до 1879 року викладала в публічній школі Массачусетсу. Чотири роки потому, від 1883 до 1885 рору, викладала природничі науки в Мічиганській семінарії в Каламазу (Мічиган). Від 1885 року була вчителькою математики в коледжі Маунт Голіок, а потім стала першою шкільною вчителькою, яка отримала на відділенні фізики повну ставку. Від 1889 до 1903 року очолювала відділення фізики. 1904 року викладала в Нортон (Массачусетс). Від 1905 до 1906 року викладала в коледжі Лейк Ері.
Марсі Кіт вважається піонеркою вищої освіти жінок в галузі фізики. Припускають, що вона перша, хто запропонувала студентам індивідуальні лабораторні роботи, також вона запровадила практику проведення колоквіумів.
Сама Кіт проводила фізичні дослідження, вивчаючи, зокрема, теплопровідність газів за низьких температур. Від 1906 до 1908 року працювала інженеркою-консультанткою у фірмі Герберта Кейта в Нью-Йорку.
1899 року брала участь у створенні Американського фізичного товариства, однією з перших ставши його членом.